# Congaree
Das Volk der Congaree ist ein im späten 18. Jahrhundert ausgestorbener Stamm der Indianer Nordamerikas. Beheimatet war der um das Jahr 1600 auf 800 Menschen geschätzte Stamm am Ufer des Congaree River in South Carolina in den Vereinigten Staaten, unweit des heutigen Columbia im Gebiet des Congaree-Nationalparks.
Vermutlich waren sie ein Volk der Sioux und eng mit den Catawba und den Wateree, ihren Nachbarn, verwandt, es wird davon ausgegangen, dass sie zur Sprachfamilie der Sioux gehörten.
Die Congaree siedelten in der Piedmont-Region, von John Lawson wurde ihr genauer Standort am nordöstlichen Ufer des Santee River unterhalb der Einmündung des Wateree River beschrieben. Sie waren durch Epidemien bereits deutlich dezimiert worden, bevor sie 1715 am Yamasee-Krieg teilnahmen. Eine Volkszählung in diesem Jahr ergab eine Gesamtbevölkerung von 40 Menschen, 22 davon waren Männer. Über die Hälfte des Stammes wurde im Jahre 1716 von weißen Siedlern gefangen genommen und in die Sklaverei nach Westindien verkauft. Die restlichen Congaree wurden in den Stamm der Catawba aufgenommen, der Dialekt der Congaree gilt als eine der im Volk der Catawba gesprochenen Sprachen.